# سیارک ۵۱۵۸
سیارک ۵۱۵۸ (به انگلیسی: 5158 Ogarev، نامگذاری:1976YY) پنج هزار و صد و پنجاه و هشتمین سیارک کشف شده‌است که در ۱۶ دسامبر ۱۹۷۶ کشف شد.
قدر مطلق سیارک برابر ۱۴٫۱۰ است.